# Никоновское (Московская область)
Ни́коновское — село в Раменском муниципальном округе Московской области. Бывший Административный центр сельского поселения Никоновское. Население — 1465 чел. (2010).

## Название
Предполагается, что название произошло от наименования церкви, освященной во имя Никона. В книге краеведа В. В. Костина «На реке Северке» эта версия подвергается сомнению. В «Клировых ведомостях» за 1825 и 1837 годы сказано: «Храм освящен во имя Покрова Пресвятой Богородицы, а в приделе престол во имя Преподобного Сергия». Никакого посвящения Никону в храме не было. В качестве гипотезы предполагается происхождение названия от Патриарха Никона, так как это селение, возможно входило в состав патриарших или церковных земель во время царствования царя Алексея Михайловича в середине XVII века.

## География
Село Никоновское расположено в южной части Раменского м.о, примерно в 30 км к югу от города Раменское. Высота над уровнем моря 144 м. Рядом с селом протекает река Северка. В селе 3 квартала, 10 улиц — Академика Иванова, Колхозная, Новая, Орловка, Пионерская, Полевая, Речная, Центральная, Школьная, Шоссейная. К селу приписано 8 СНТ и 1 ГСК. Ближайший населённый пункт — деревня Чекменево.

## История

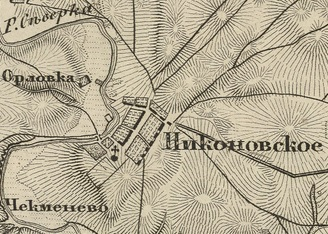
Карта Шуберта Подмосковья 1860

Первое упоминание о селе относится к 1682—1683 году, когда оно было передано из дворцовых сел в вотчину боярину А. Т. Лихачеву. В книге известного историка Готье Ю. В."Замосковский край в XVII веке. Опыт исследования" сказано, что в конце XVII века думный дворянин А. Т. Лихачев получил в вотчину село Никоновское, состоявшее из 58 дворов, в котором проживало 453 жителя.
Никоновское находилось во владении Лихачевых не очень продолжительное время. Следующим известным владельцем села является Михаил Афанасьевич Матюшкин, получивший его во владение в 20-е годы XVIII века. Его отец Афанасий Иванович Матюшкин (ум. 1676 г.) был видным деятелем во время царя Алексея Михайловича, так как приходился царю двоюродным братом. С женой Михаила Афанасьевича — Софьей Дмитриевной Матюшкиной, связана постройка в 1738 году в селе Никоновское ныне существующей Покровской церкви. Храм был выстроен сразу же после смерти Михаила Афанасьевича. Сведений о существовании в селе церкви ранее этой даты нет.
В книге «Памятники архитектуры Московской области» о церкви говорится: «Здание кирпичное. Бесстолпный одноглавый четверик храма, с трапезной и колокольней представляют образец провинциальной постройки эпохи барокко, с несколько огрубелыми архитектурным формами. Четверик перекрыт глухим сомкнутым сводом. Шатровое перекрытие колокольни утрачено. Живопись в интерьере конца XIX века».
Из экономических примечаний к картам Генерального межевания второй половины XVIII века, времени Екатерины II известно, что селом владел Дмитрий Михайлович Матюшкин (1725—1800), который получил в 1762 году титул графа Священной Римской империи.
В 1760 году в селе Никоновское было 99 дворов, где проживало 925 человек. Описание села: «В селе церковь каменная Покрова Богородицы. Господский дом каменный и при нём два сада. Первый регулярный, второй с плодовитыми деревьями. На означеннойречке две „мушные“ мельницы, первая о четырёх, вторая о трех поставах. Хлеб средственный, покосы хороши. Крестьяне на пашне».
в 1825 году владелицей села стала Варвара Сергеевна Голицына (до замужества Кагульская) внебрачная дочь Сергея Петровича Румянцева. Варвара Сергеевна вышла замуж за действительного статского советника, камергера, князя Павла Алексеевича Голицына (1783—1848). Но Никоновское не являлось собственностью Павла Алексеевича, а владела им Варвара Сергеевна. Это село, видимо, и в дальнейшем переходило, как приданое, по женской линии.
По данным 1837 года село числилось за Зинаидой Павловной Щербатовой, дочерью Варвары Сергеевны и Павла Алексеевича Голицыных. Зинаида Павловна была женой Московского гражданского губернатора Николая Александровича Щербатова (1800—1863 г).
В 1862 году, Зинаида Павловна, как владелица села, подписывала «Уставную грамоту» при освобождении крестьян от крепостной зависимости. Крестьяне села Никоновское получили в своё пользование 838 десятин земли. Около 1000 десятин остались в распоряжении помещицы. В 1876 году в селе было 119 дворов, где проживало 597 человек.
Муж Зинаиды Павловны — Николай Александрович Щербатов был братом Сергея Александровича Щербатова, дети которого, Прасковья Сергеевна и Николай Сергеевич были видными деятелями археологии. Николай Сергеевич (1853—1929 г.) был заместителем Председателя Российского Исторического музея, а фактически его руководителем. Прасковья Сергеевна была женой известного русского ученого — Председателя Московского археологического общества Алексея Сергеевича Уварова.
Первые раскопки курганов в окрестностях села Никоновское проводились под руководством археолога С. Д. Нечаева и по инициативе графа А. С. Уварова. Нечаев известен, прежде всего, открытием Куликова поля, где произошла знаменитая Куликовская битва 1380 года. И хотя это место, сейчас археологами подвергается серьёзному сомнению, вклад Степана Дмитриевича в русскую археологию велик. Он провел в 1855 году раскопки 10 курганов в окрестностях Никоновского.
Описание результатов раскопок: «В каждом кургане было по скелету, обращенному головой на восток, и по глиняному горшку. Кроме того, встретились серебряные височные кольца, браслеты, перстни,22 бусины из горного хрусталя, и две редких для подмосковных курганов, железные вещи — серп и наконечник стрелы».
Дочь Варвары Николаевны Гудович (Щербатовой) Екатерина Васильевна Гудович (1868—1948) вышла замуж за Фёдора Алексеевича Уварова (1866—1954), сына Алексея Сергеевича Уварова (1825—1884) и Прасковьи Сергеевны Щербатовой (1840—1924). Графиня Екатерина Васильевна Уварова в начале XX века владела имением в селе Никоновское.
Дочь Е. В. Уваровой Екатерина Фёдоровна вышла замуж за князя Сергея Александровича Оболенского (ум. в 1964 г.). В 1914 году его избирают Предводителем Бронницкого уездного дворянства. Екатерина Фёдоровна Оболенская была попечительницей Никоновской земской школы.
Из числа священнослужителей Покровского храма известен Пётр Александрович Спасский в 1825 году и Пётр Алексеевич Красновидов в 1837 г. Возле храма находится могила священника Михаила Дамиановича Ярцева, умершего в начале XX века. Михаил Дамианович был учителем Закона Божьего в 1900 году в церковно-приходской школе села Б. Ивановское.
Согласно спискам 1876 г., в селе одна за другой открываются несколько бумаготкацких заведений. В 1884 г. — фабрика Кузьмы Яковлевича Вдовина, где работали 18 женщин, с 1884 г. — Ивана Григорьевича Галактионова, на которой работали один мужчина и 8 женщин, с 1885 г. — фабрика Матвея Павловича Карымова, где работали один мужчина и 11 женщин. В 1909 г. открыта фабрика Михаила Васильевича Ушакова, где 25 рабочих ткали одеяла. Все фабрики существовали до революции 1917 г.

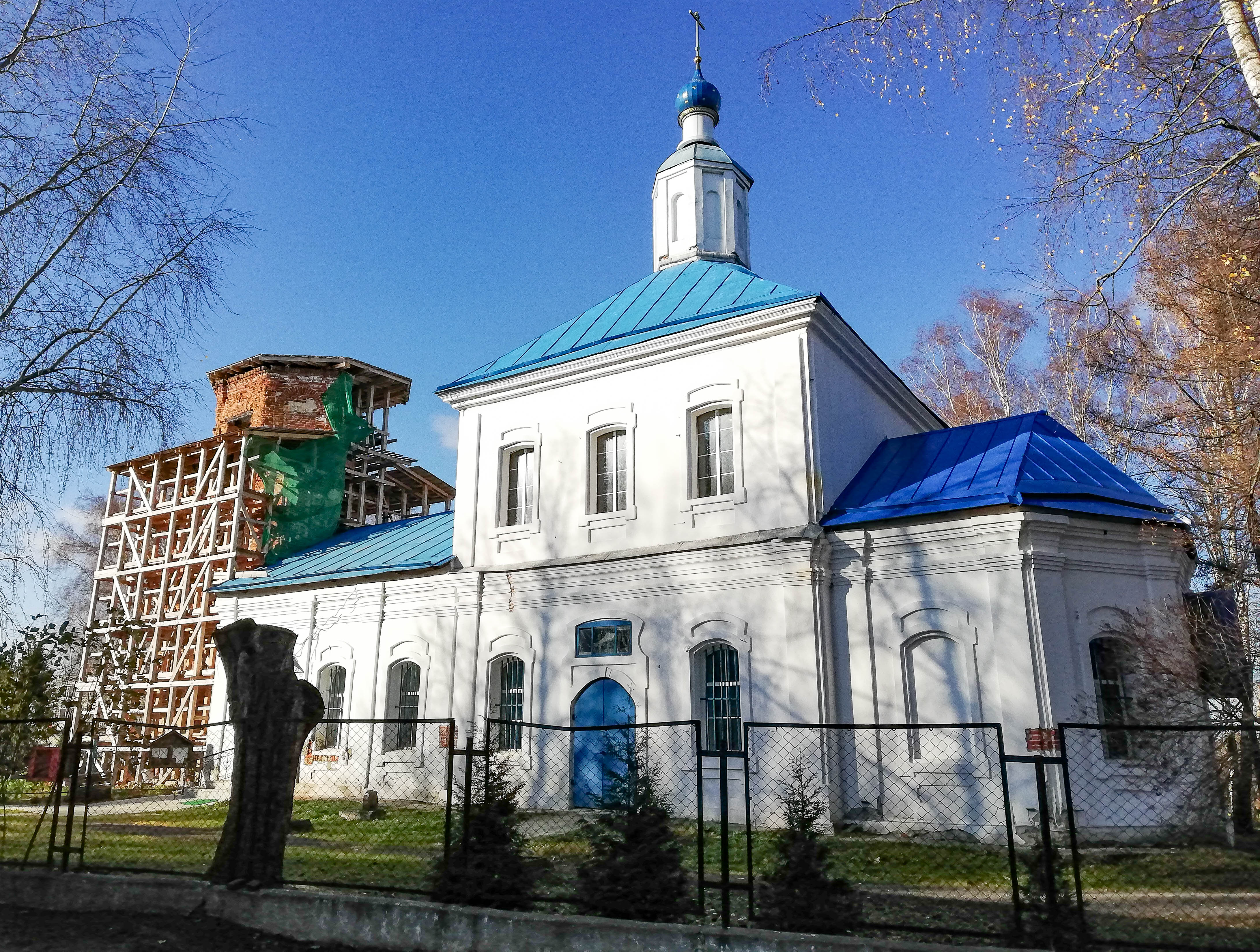
Церковь Покрова Пресвятой Богородицы в Никоновском

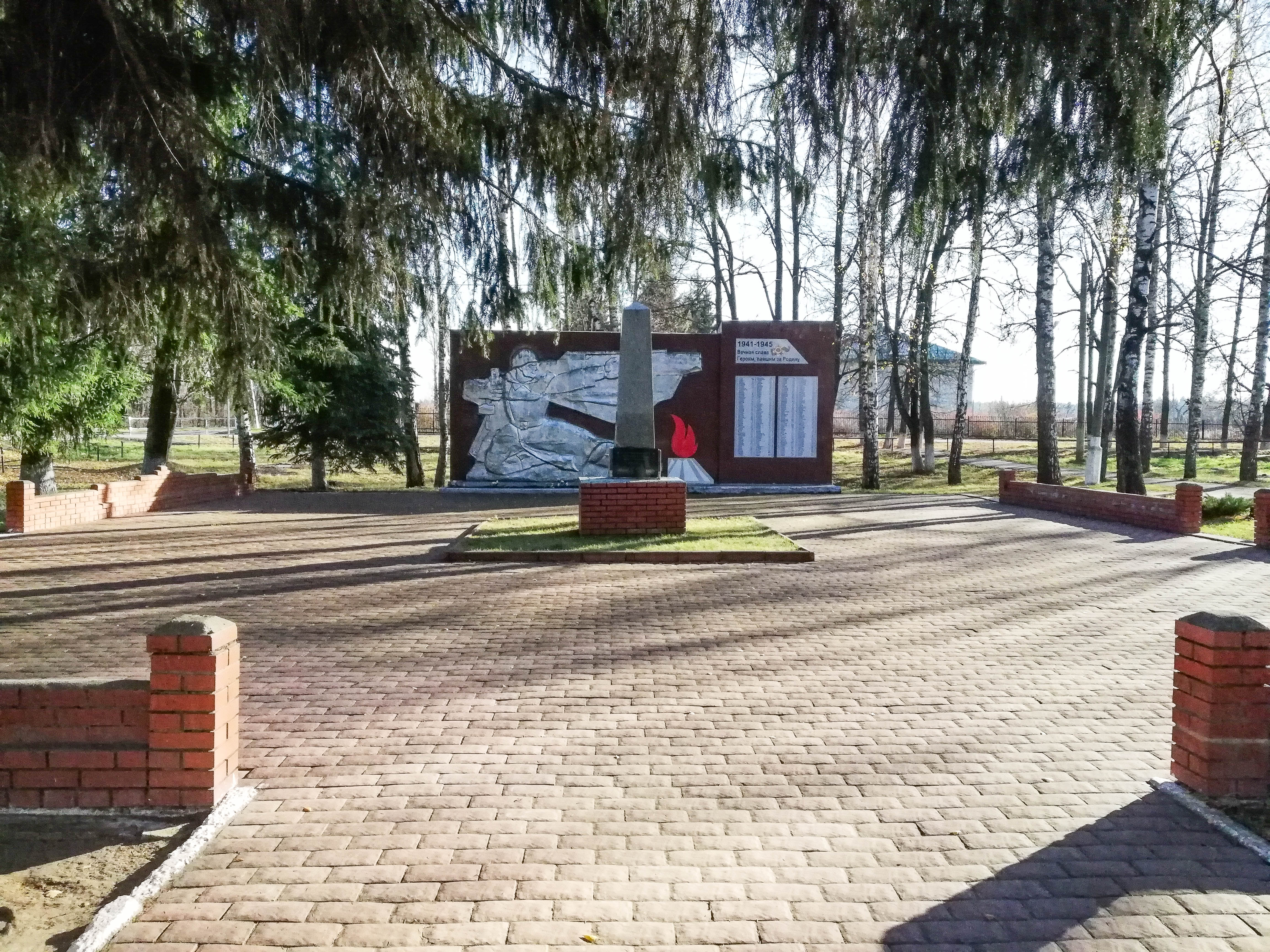
Воинский мемориал в Никоновском

В 1912 году в селе находилось земское училище. Но ещё раньше, с 1880 года там работала частная школа, в которой обучение вёл причетник местного храма Павел Александров. В этой школе обучались только одни мальчики. В 1885 году открылась трёхклассная земская школа. Учителями этой школы были священник И. И. Флерин, преподававший Закон Божий, и Мария Владимировна Победова, с 1911 года в школе преподавала Мария Леонидовна Цветкова.
После революции последние владельцы села Оболенские эмигрировали во Францию, где Сергей Александрович являлся Председателем Ниццкого отделения «общества ревнителей Памяти императора Николая II», был активным монархистом. В период Гражданской войны он воевал на стороне белогвардейцев на южном фронте.
В 1918 году на базе имения Оболенских было создано племенное животноводческое хозяйство, специализировавшееся на разведении свиней и крупного рогатого скота. Впоследствии это хозяйство превратилось в развитое, высокорентабельное производство. В настоящее время — заброшено.
Покровский храм был закрыт на основании постановления Президиума Мособлисполкома от 14.03.1933 года. «Разрешить Бронницкому РИК церковь в селе Никоновском закрыть, а здание использовать под столовую племзавода». Внутреннее убранство было снято, колокольню использовали под водонапорную башню, отчего она сильно пострадала. Сейчас храм возвращен верующим. Ведётся ремонт.
В 1926 году село являлось центром Никоновского сельсовета Троице-Лобановской волости Бронницкого уезда Московской губернии.
С 1929 года — населённый пункт в составе Бронницкого района Коломенского округа Московской области.
В селе в годы Советской власти работало много замечательных тружеников, отдавших племхозу «Никоновское» много сил и труда, и которые были награждены орденами и медалями. «Героями Социалистического Труда» стали доярки Наталья Григорьевна Кухаренко (1909—1992 г.) и Касаткина Александра Петровна (1913—1999 г.). Звания «Героя Социалистического Труда» удостоен был также директор племзавода «Никоновское» Иван Иванович Кругляк.
Великая Отечественная война не обошла Никоновское. Многие мужчины ушли на фронт, где отдали свою жизнь за страну. В селе, в начале войны, на колокольне Покровского храма, был устроен пост воздушного наблюдения. Вот донесение командира взвода БИБ (Бронницкого истребительного батальона) Голощапова начальнику Бронницкого гарнизона: «Настоящим доношу, что 5 февраля 1943 года, в 10. 00 ч. на территории Бронницкого района, примерно в 200-х метрах северо-восточнее села Никоновское разбился самолет, марку которого установить не было возможности, так как последний врезался глубоко в землю, примерно на 5 м. Имеются обломки от хвостового оперения и крыльев».
Эта история получила продолжение спустя 60 лет. О том, что под Никоновским находятся обломки сбитого самолёта, помнили, но поиски начались только в 2003 году. Поисковики из отряда «Беркут» нашли точное место падения и смогли поднять его из земли. Оказалось, что это самолёт «Як — 7Б». После архивных поисков удалось установить имя погибшего пилота. Им оказался Арнольд Мартынович Якобсон. Бой проходил на высоте девять километров. Самолёт Якобсона поднялся с аэродрома в пос. Малино и вступил в бой с немецким «Юнкерсом-88», но был сбит. Никаких документов на месте падения найти не удалось, но среди обломков обнаружили портсигар с выгравированной фамилией Якобсон, что и помогло уточнить имя летчика.
3 июня 1959 года Бронницкий район был упразднён, село передано в Люберецкий район. С 1960 года в составе Раменского района.
До муниципальной реформы 2006 года село входило в состав Никоновского сельского округа Раменского района.
В селе находится Церковь Покрова Пресвятой Богородицы

## Население
| 1926 | 2002  | 2010  |
| ---- | ----- | ----- |
| 666  | ↗1352 | ↗1465 |

В 1926 году в селе проживало 666 человек (285 мужчин, 381 женщина), насчитывалось 131 хозяйство, из которых 115 было крестьянских. По переписи 2002 года — 1352 человека (632 мужчины, 720 женщин).